# Бабитская волость
Ба́битская волость (латыш. Babītes pagasts) — одна из территориальных единиц Марупского края Латвии.
Граничит с городами Ригой и Юрмалой, Салской волостью своего края, Олайнской волостью Олайнского края и Валгундской волостью Елгавского края.
Крупнейшими населёнными пунктами волости являются: Бабите, Пиньки (волостной центр), Бебери, Спилве, Межарес, Лиепэзерс, Бривкални, Дзилнуциемс, Себруциемс, Скардуциемс, Кливес.
Водоёмы: Бебербекское мельничное озеро, Бабитское озеро, озеро Скайстс, а также водохранилища Божу и Пинькю.

## История
До 1925 года волость называлась Пинькской. В 1945 году включала в себя Бабитский, Мазценский и Тренчский сельские советы. В 1949 году ликвидирована. В 1954 году произошло слияние Бабите и Тренчи. В 1974 году часть территории присоединена к Риге. В 1977 году присоединены посёлок Салас и часть Калнциемса. В 1989 году часть Бабите включена в состав вновь созданного посёлка Гатес. В 1990 году поселковый совет реорганизован в волость. В 2009 году, по окончании латвийской административно-территориальной реформы, Бабитская волость вошла в состав Бабитского края.
В 2021 году в результате новой административно-территориальной реформы Бабитский край был упразднён, Бабитская волость вошла в состав Марупского края.